# Martim Vaz Mascarenhas, comendador de Aljustrel
Martim Vaz de Mascarenhas, comendador de Aljustrel na Ordem de Santiago,
Recebeu a referida comenda de Aljustrel a 31 de Janeiro de 1444 que tinha sido vaga por morte de Martim Correia (seu sogro com toda a certeza), cavaleiro do infante D. Pedro, com a aprovação de seu pai que era o comendador-Mor da Ordem de Santiago e conselheiro régio.
Em 8 de Agosto de 1463 recebe a confirmação de uma coutada numa herdade de Évora.
A 20 de Setembro de 1510, em Santarém, D. Manuel I dá a Aljustrel um Foral Novo cuja carta foi escrita por Fernão de Pina, guarda-mor da Torre do Tombo, e que só em 28 de Setembro de 1516, é que lá foi publicado na presença do comendador da vila, Martim Vaz Mascarenhas.

## Dados genealógicos
Era filho Beatriz Rodrigues e de Fernão Martim de Mascarenhas, Comendador-Mor da Ordem de Santiago no tempo de D. Afonso V, comendador de Represa e Garvão, fidalgo da casa do condestável Infante D. João e cuja herdade de Albacotim foi-lhe coutada pelo Rei D. Duarte em 19 de Julho de 1433, e que teve descendência do seu casamento com uma D. Filipa.
Casou com D. Isabel Correia, filha de Martim Correia, guarda-mor do infante D. Duarte ou de D. Henrique e de D. Leonor da Silva, dama da rainha D. Isabel.
Teve os seguintes filhos:
- Fernão de Mascarenhas, comendador de Aljustrel
- Álvaro de Mascarenhas, comendador de Samora Correia e Belmonte
- Nuno Mascarenhas
- Afonso Vaz Mascarenhas, cavaleiro da Ordem de Cristo.
- Isabel de Mascarenhas casada com Vasco de Almada, alcaide de Almada,[7] mordomo-mor do Infante D. Fernando, filho de João Vaz de Almada, senhor de Pereira. Com geração.
- D. Leonor Mascarenhas primeira mulher de D. Rodrigo de Meneses, Comendador de Grândola, etc.
- Mécia de Brito terceira mulher de Fernão de Sousa-o-Botelha, senhor de Roças.